# Teruyuki Moniwa
Teruyuki Moniwa (jap. 茂庭 照幸 Moniwa Teruyuki; * 8. September 1981 in Atsugi) ist ein ehemaliger japanischer Fußballspieler.

## Karriere

### Verein
Moniwa spielte in der Jugend in der Präfekturhauptstadt Hiratsuka bei Shonan Bellmare und kam dort 1999 auch zu seinen ersten Einsätzen in der Erstligamannschaft. Da der Verein im selben Jahr jedoch abstieg, folgten zwei Jahre in der Zweitliga, bevor der Verteidiger 2002 mit dem Wechsel zum FC Tokio in die J. League zurückkehrte. Dort ist er inzwischen ein fester Bestandteil der Mannschaft und trug unter anderem zum Gewinn des Ligapokals 2004 bei. Beim FC Tokyo stand er bis 2009 unter Vertrag. Hier bestritt er 172 Ligaspiele. Im Januar 2010 wechselte er zu Cerezo Osaka. Die Saison 2013 wurde er an den thailändischen Erstligisten Bangkok Glass ausgeliehen. Mit dem Verein gewann der den thailändischen Pokal. Hier bestritt er 32 Ligaspiele. Nach Vertragsende bei Cerezo, mit denen er den Pokal, Ligapokal und Supercup gewann, und für die er 135 Ligaspiele bestritt, wechselte er Ende Januar 2019 zum Viertligisten FC Maruyasu Okazaki. Hier stand er bis Saisonende 2022 unter Vertrag. Seine letzte Saison spielte er für den Regionalligisten FC Kariya. Mit dem Klub spielte er dreimal in der Tokai Soccer League (Div.1). Nach der Saison 2023 beendete er seine Karriere als Fußballspieler.

### Nationalmannschaft
Für die Auswahl seines Landes spielte Teruyuki Moniwa bereits in der Jugend. Unter anderem nahm er 2001 an der U20-Juniorenweltmeisterschaft teil. Für die A-Nationalmannschaft spielte er am 8. Oktober 2003 das erste Mal. 2004 gehörte erst einmal der Olympiaauswahl Japans bei den Olympischen Spielen in Athen an, bevor er 2005 ins A-Team zurückkehrte und zu einigen Volleinsätzen kam. Im Vorfeld der Fußball-Weltmeisterschaft 2006 in Deutschland wurde er dann allerdings nicht mehr berücksichtigt und spielte auch nicht in der Qualifikation und erst durch den Ausfall von Makoto Tanaka rückte er ins WM-Aufgebot Japans auf. Dort kam er als jüngster Spieler seines Teams zu einem WM-Einsatz.

## Erfolge
FC Tokio
- Japanischer Ligapokalsieger: 2004, 2009

Bangkok Glass
- Thailändischer Pokalsieger: 2014

Cerezo Osaka
- Japanischer Pokalsieger: 2017
- Japanischer Ligapokalsieger: 2017
- Japanischer Supercup-Sieger: 2018